# Krajowy system ratowniczo-gaśniczy

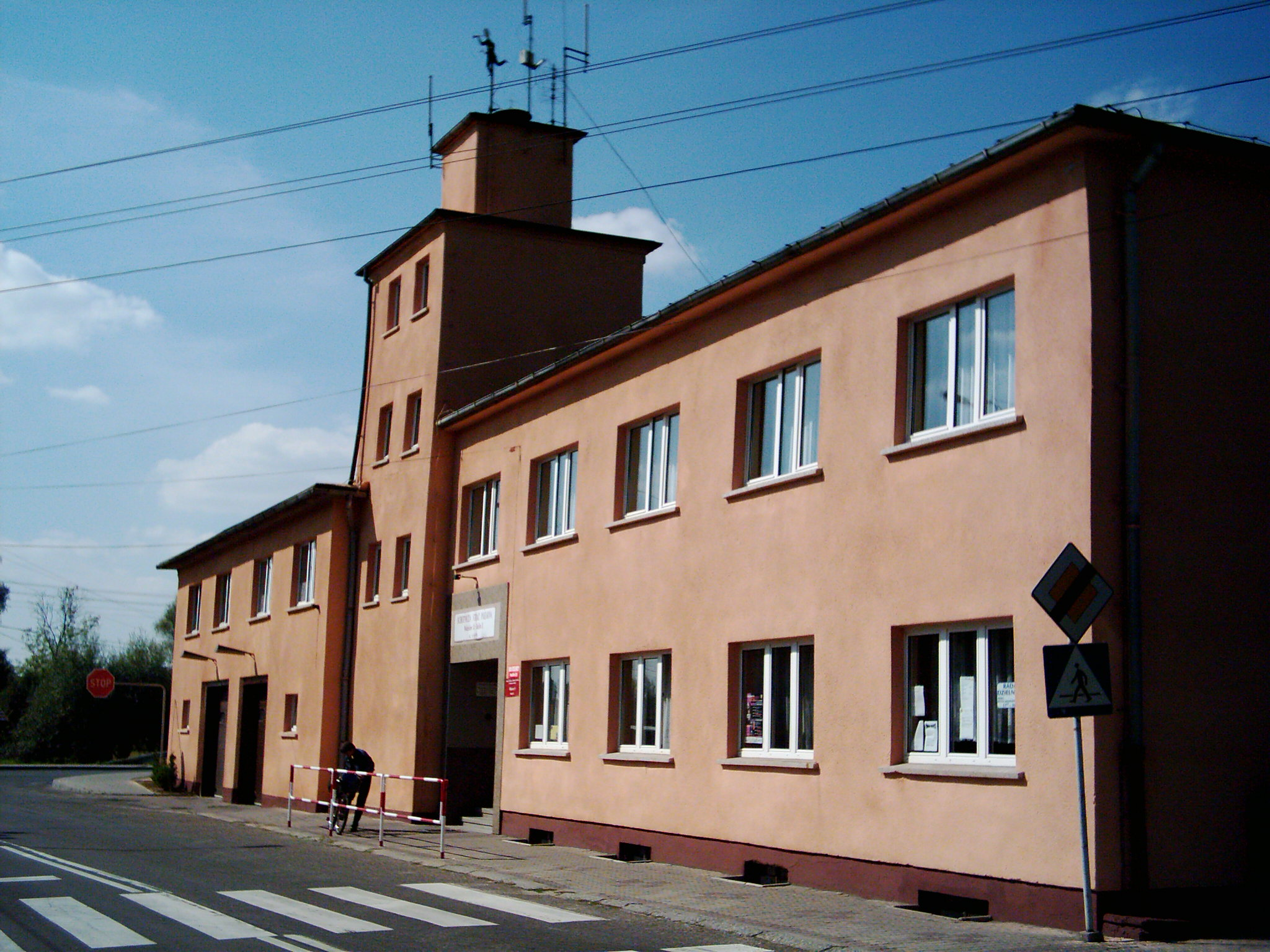
Remiza jednostki Ochotniczej Straży Pożarnej Radlin II działającej w KSRG.

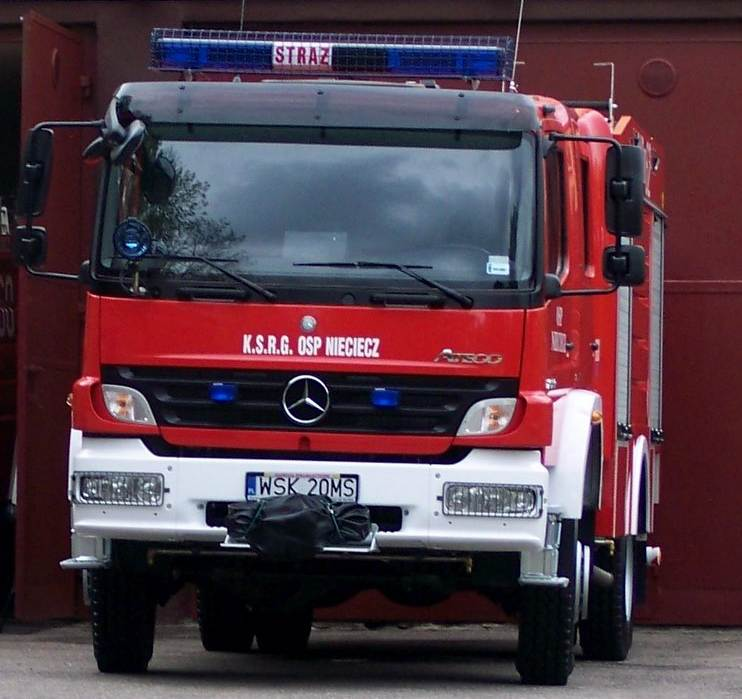
Wóz gaśniczy jednostki KSRG OSP Nieciecz

Krajowy system ratowniczo-gaśniczy (KSRG) – powstał w 1991 roku, a zaczął funkcjonować w 1995. Celem jego istnienia jest ujednolicenie działań o charakterze ratowniczym, podejmowanych w sytuacjach zagrożeń życia, zdrowia, mienia lub środowiska, podejmowanych przez Państwową Straż Pożarną i inne podmioty ratownicze (głównie Ochotnicze Straże Pożarne). Centralnym organem administracji rządowej w sprawach organizacji krajowego systemu ratowniczo-gaśniczego jest Komendant Główny Państwowej Straży Pożarnej. Swoje zadania KSRG realizuje poprzez koordynację walki z pożarami i innymi klęskami żywiołowymi oraz ratownictwa technicznego, ekologicznego i medycznego na wszystkich szczeblach administracji. Krajowy system ratowniczo-gaśniczy stanowi integralną część systemu bezpieczeństwa państwa. Krajowy system ratowniczo-gaśniczy dzieli się na trzy poziomy:
- Poziom powiatowy: Struktura KSRG w poszczególnych powiatach zależy od rodzaju zagrożeń i sieci jednostek ratowniczych. Dysponowanie jednostek systemu do działań ratowniczych oraz alarmowanie podmiotów współdziałających odbywa się poprzez powiatowe stanowisko kierowania PSP współdziałające ze stanowiskami dyżurnymi administracji samorządowej wójtów, burmistrzów, prezydentów miast oraz starostów. W przypadku gdy siły i środki systemu ratowniczo-gaśniczego na obszarze powiatu okażą się niewystarczające (drastyczny wzrost skali zdarzenia, równoczesność zdarzeń, brak jednostek specjalistycznych) lub zdarzenie swym zasięgiem wykracza poza obszar powiatu, uruchamiany jest wyższy poziom systemu ratowniczo-gaśniczego[1].

- Poziom wojewódzki: Poziom wojewódzki spełnia rolę wspomagającą i koordynacyjną w sytuacjach wymagających użycia sił i środków spoza powiatu, w którym ma miejsce zdarzenie. Podstawowe siły i środki KSRG na poziomie województwa to wojewódzki odwód operacyjny z grupami specjalistycznymi (wydzielone siły i środki z poziomów powiatowych) oraz krajowa baza sprzętu specjalistycznego. Dysponowanie jednostek systemu do działań ratowniczych oraz alarmowanie podmiotów współdziałających odbywa się poprzez wojewódzkie stanowisko koordynacji ratownictwa PSP współdziałające z centrami zarządzania kryzysowego wojewody. W przypadku gdy siły i środki KSRG na poziomie województwa okażą się niewystarczające lub zdarzenie przekracza obszar województwa, uruchamiany jest najwyższy poziom systemu ratowniczo-gaśniczego poziom centralny[1].

- Poziom centralny: Poziom centralny spełnia rolę wspomagającą i koordynacyjną w sytuacjach wymagających użycia sił i środków spoza województwa, w którym ma miejsce zdarzenie. Podstawowe siły i środki krajowego systemu ratowniczo-gaśniczego na poziomie centralnym to centralny odwód operacyjny z grupami specjalistycznymi (wydzielone siły i środki z poziomów wojewódzkich), krajowe bazy sprzętu specjalistycznego oraz siły i środki szkół PSP. Dysponowanie jednostek systemu do działań ratowniczych oraz alarmowanie podmiotów współdziałających odbywa się poprzez Krajowe Centrum Koordynacji Ratownictwa i Ochrony Ludności (pełniące również funkcje międzyresortowego centrum zarządzania kryzysowego)[1].

Potencjał krajowego systemu ratowniczo-gaśniczego (stan na 31.07.2020 r):
- 502 jednostki ratowniczo-gaśniczych
- 4544 jednostki OSP włączone do ksrg;
- 5 zakładowych straży pożarnych;
- 2 Lotniskowe Służby Ratowniczo-Gaśnicze;
- 19 jednostek Wojskowych Straży Pożarnych.

Z systemem współpracują m.in. Morska Służba Poszukiwania i Ratownictwa (SAR), Straż Miejska, Policja, Państwowe Ratownictwo Medyczne, Straż Graniczna, Państwowa Inspekcja Ochrony Środowiska, Państwowa Agencja Atomistyki, Instytut Meteorologii i Gospodarki Wodnej oraz organizacje pozarządowe, jak: GOPR, WOPR, TOPR, POPR, Aeroklub Polski, Harcerskie Ochotnicze Pogotowie Ratunkowe ZHR, ZHP, Polska Misja Medyczna, PCK i inne.
Według raportu NIK w I połowie 2020 roku w jednostkach ochrony przeciwpożarowej włączonych do KSRG w dyspozycji systemu było ogółem 134 299 ratowników, w tym:
- w PSP 29 678 zawodowych strażaków,
- w OSP 103 848 członków spełniających wymagania bezpośredniego udziału w działaniach ratowniczych[2].